# Wilhelm Wagner (hemipterolog)
Wilhelm Wagner (ur. 29 marca 1895 w Hamburgu, zm. 18 stycznia 1977 tamże) – niemiecki entomolog, specjalizujący się w hemipterologii.
Wilhelm Wagner urodził się 20 czerwca 1896 roku w Hamburgu. Jego ojcem był hymenopterolog Andreas Christian Wilhelm Wagner, a jego wujem ze strony matki dipterolog Otto Kröber. Od młodości on i jego brat Eduard interesowali się pluskwiakami, przy czym Wilhelm wyspecjalizował się w piewikach, a Eduard w pluskwiakach różnoskrzydłych. Zawodowo obaj bracia byli nauczycielami.
Wilhelm był czołowym niemieckim specjalistą od piewików, zwłaszcza od ich fauny środkowoeuropejskiej. Od 1918 roku pracował woluntarystycznie ze zbiorem piewików i miodówek Muzeum Zoologicznego w Hamburgu, natomiast publikować zaczął w 1935 roku od pracy faunistycznej poświęconej piewikom północno-zachodnich Niemiec. Napisał liczne prace taksonomiczne dotyczące grup trudnych w oznaczaniu. W diagnostyce wykorzystywał nie tylko genitalia samców – jako pierwszy odkrył przydatność do tego celu morfologii stadiów larwalnych. Opisał liczne nowe dla nauki gatunki i rodzaje. Opracował m.in. opartą na filogenezie systematykę europejskich szydlakowatych.
Wyróżniony został przez Wydział Matematyki i Nauk Przyrodniczych Uniwersytetu Hamburskiego doktoratem honoris causa.